# Хабар (телеканал)
«Хабар» — агентство, телеканал. Розпочато в серпні 1994 року Національним агентством телевізійної інформації при Казахстанській національній телерадіокомпанії (КТРК).

## Історія
23 жовтня 1995 року розпорядженням Уряду Республіки Казахстан було створено агентство Хабар як державна установа Республіки Казахстан. Агентство, яке розпочало мовлення 27 січня 1997 року, було створено 14 травня 1998 року як закрите акціонерне товариство «Хабар». У жовтні 2003 року агентство, що стало відкритим акціонерним товариством, має зараз канал «Хабар», канал " Ель Арна ", супутниковий канал «Каспіонет» (нині казахстанський), радіоканал Класик і інтернет-портал www.khabar.kz. [Архівовано 8 січня 2022 у Wayback Machine.]. Телеканал «Хабар» транслює на казахській та російській мовах по 20 годин на добу, новин надається пріоритет. Є кореспонденти у всіх регіонах Казахстану і в п'яти країнах СНД. Звіти з 12 країн Європи, Азії та Північної Америки. Вона також використовує провідні інформаційні агентства світу в рамках Програми партнерства. Телевізійні серіали, документальні та художні фільми, що представляють собою відомий канал інформації, публічності, соціально-політичних та економічних, наукових, освітніх, культурних, розважальних, спортивних програм, знаходяться на вершині рейтингу. «Хабар» — безпосередній показ спортивних подій світового класу. Технічна база Агентства дозволяє негайно поширювати з місця події важливі політичні та культурні події. Телебачення 16 годин на день з «Country Channel». розважальні новини. Приблизно 9,5 млн. Грн. На телеканалі будуть представлені соціальні, освітні та культурні програми, художні та документальні фільми та серіали. Новини на казахській та російській мовах. Caspíonet (тепер казахстанський) має супутниковий доступ до Європи, Середньої Азії, Близького Сходу та Африки. 24-годинне національне мовлення. Приблизно 99 мільйонів глядачі зможуть повністю та об'єктивно ознайомитися з усіма аспектами життя Казахстану та Середньої Азії через «Caspíonet» (тепер казахське телебачення). Канали новин для новин готуються на казахській, російській та англійській мовах. Пріоритетні інформаційні та музичні програми. Інтернет-портал www.khabar.kz [Архівовано 8 січня 2022 у Wayback Machine.] — надає інформацію про важливі події в країні та світі. Щорічно найбільші акції Агентства; Щорічно проводиться Євразійський медіа-форум. Агентство Хабар є частиною Азійсько-Тихоокеанської Ради з питань телерадіомовлення (АБУ), Азійсько-Тихоокеанської агенції новин (OANA) та Азійсько-Тихоокеанського Інституту Радіомовлення (AIC).

## Закриті проєкти
- Повідомлення 2
- Радіомовлення
- Телеканал Еларна